# Naturschutzgebiet Dächelsberg/Ließemer Berg

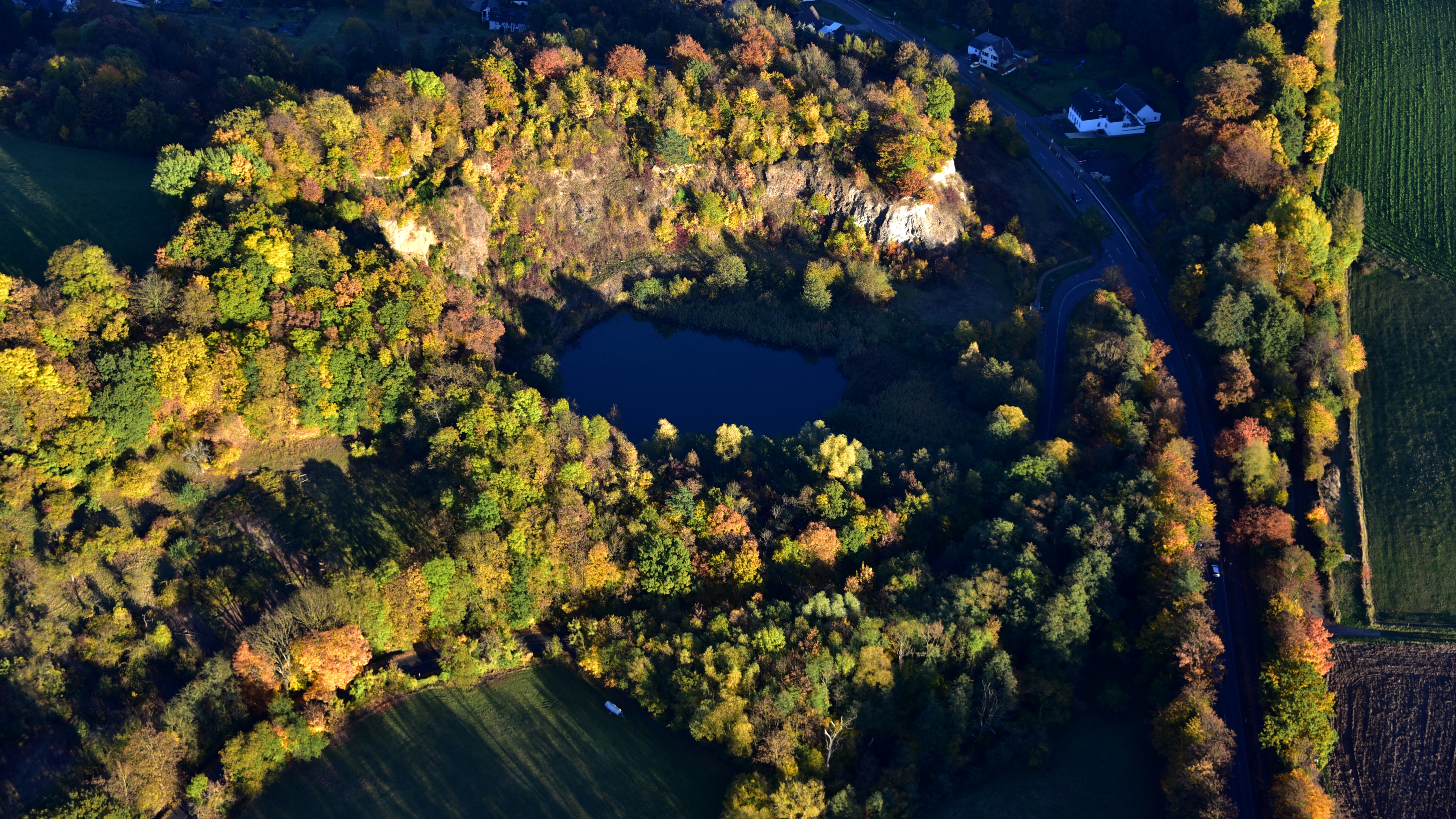
Naturschutzgebiet Dächelsberg/Ließemer Berg, Luftaufnahme (2016)

Das Naturschutzgebiet Dächelsberg/Ließemer Berg wurde am 11. November 2002 von der Bezirksregierung Köln als Naturschutzgebiet ausgewiesen. Es liegt im Naturpark Rheinland in den Gemarkungen Ließem, Nieder- und Oberbachem in der Gemeinde Wachtberg und ist rund 52 ha groß. Das Gebiet gliedert sich in den Bereich des Dächelsbergs und des teilweise bewaldeten Hangs nordwestlich von Niederbachem (Ließemer Berg).

## Dächelsberg

### Geologie und Steinbruch
Der Dächelsberg ist ein stillgelegter Basalt-Steinbruch zwischen Nieder- und Oberbachem. Der Berg ist vulkanischen Ursprungs. Er war im Tertiär vor rund 25 Mio. Jahren aktiv. Der Aufbau des Vulkans ist sichtbar: 

„Der Schlot im Zentrum des Vulkans besteht aus senkrecht stehenden Basaltsäulen… Der Schlot ist seitlich von weicherem Basalt und Basalttuff (Anmerkung: Trachyt-Tuff) umgeben, die stärker verwittert sind. An den Flanken des Vulkans ist kalkhaltiger Löss angeweht worden.“

Der Steinbruch war mit Unterbrechungen von 1857 bis in die 1960er Jahre in Betrieb. Zuletzt arbeiteten dort Insassen der JVA Rheinbach. Betreiber war die Firma Horst & Jüssen. Der Basalt wurde für den Straßenbau abgebaut.

### Naturschutz
Nach Beendigung des Abbaus lief der Steinbruch voll Wasser. 1981 hat die Gemeinde Wachtberg das Gelände zur Erhaltung als Naturdenkmal erworben. Das baufällige Brechwerk wurde 1982 gesprengt. Der Dächelsberg steht seit 1984 unter Naturschutz und wird vom NABU, Kreisgruppe Bonn, im Auftrag des Rhein-Sieg-Kreises betreut. Der Dächelsberg hat die Biotop-Kennung 5308-902.

### Tourismus
Der Dächelsberg liegt an dem vom Naturpark Rheinland betreuten Themenwanderweg Feuerroute sowie an dem Radwanderweg Wasserburgen-Route. Zum Einblick in den ökologisch wertvollen, ehemaligen Steinbruch wurde 2015 ein Aussichtsturm errichtet. Der Zugang auf das Gelände ist aus Umweltschutz- und Sicherheitsgründen nicht möglich.

## Ließemer Berg

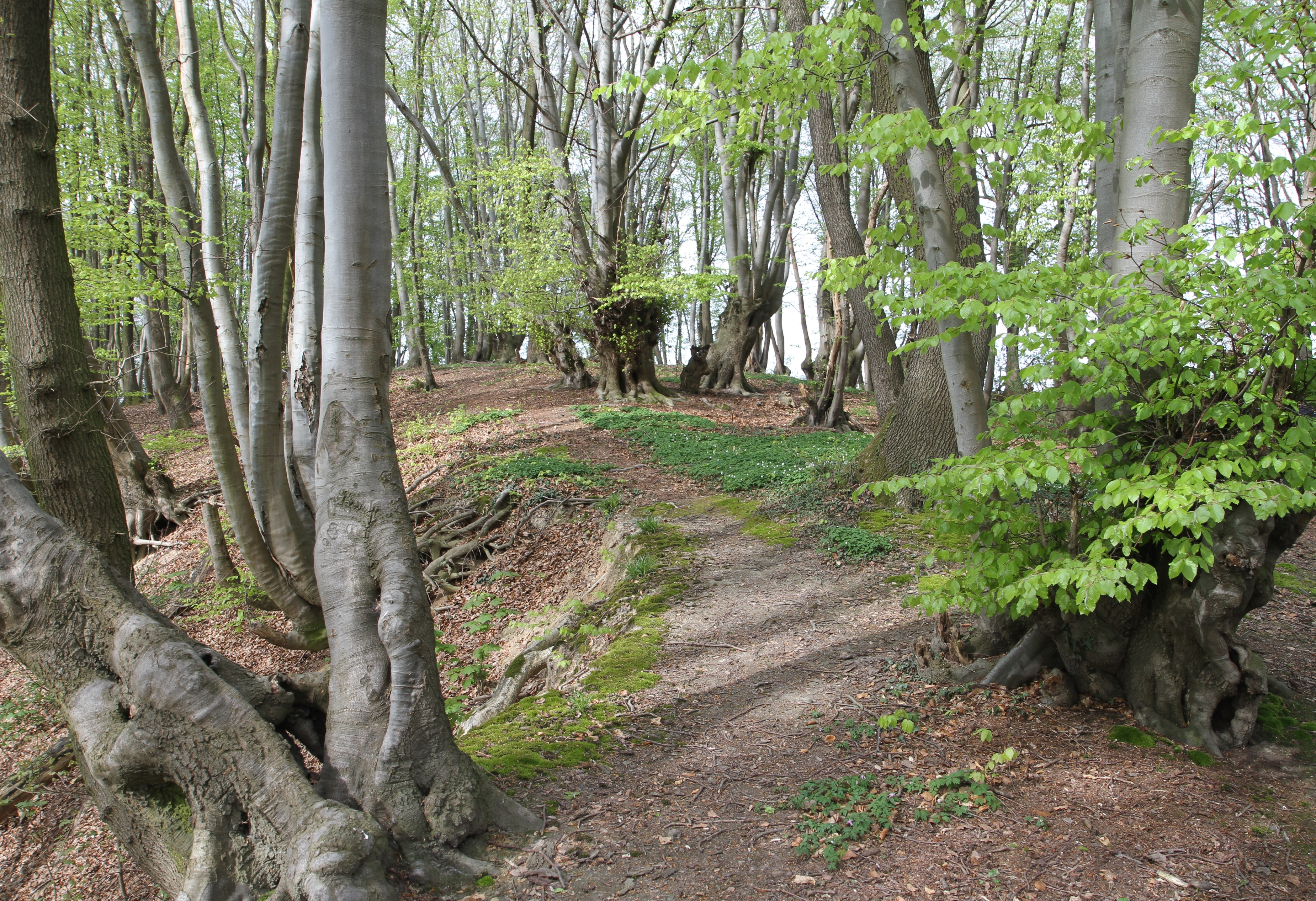
Niederwald am Ließemer Berg

Der Ließemer Berg beschreibt eine Hanglage im Tal des Mehlemer Bachs nordwestlich von der Ortslage Niederbachem. Die obere Kante liegt auf einem Höhenniveau von rd. 180 m ü. NHN, einer ehemaligen Rheinterrasse. Der Hang ist im Wesentlichen geprägt durch einen alten Buchen-Niederwald und durch Streuobstwiesen. Der Ließemer Berg hat die Biotop-Kennung 5308-149.